# 長野県庁舎
長野県庁舎（ながのけんちょうしゃ）は日本の中部地方にある長野県の政治を司る県庁の入る庁舎である。所在地は長野市大字南長野。行政庁舎（自治体組織の長野県庁と長野県警察本部）、議会棟（長野県議会）から構成される。

## 歴史
- 1871年（明治4年）- 長野県成立、仮庁舎を長野村の西方寺に設置
- 1874年（明治7年）- 旧庁舎が竣工
- 1908年（明治41年）- 宿直室から出火し、庁舎全焼
- 1909年（明治42年）- 現在の場所で着工
- 1913年（大正2年）- 竣工
- 1948年（昭和23年）- 別館から出火
- 1952年（昭和27年）- 妻科庁舎1号棟竣工
- 1954年（昭和29年）- 東庁舎竣工
- 1958年（昭和33年）- 妻科庁舎3号棟竣工
- 1967年（昭和42年）2月6日 - 現庁舎が竣工。同年2月20日から執務を開始[1]
- 1968年（昭和43年）
  - 3月31日 - 県議会議事堂が竣工[2]。
  - 5月11日 - 現庁舎落成式[1]。
- 1992年（平成4年）3月31日 - 県議会増築棟竣工
- 1997年（平成9年）- 西庁舎建設のため職員会館などを解体
- 1998年（平成10年）12月15日 - 西庁舎竣工
- 2021年度（令和3年度）- 東庁舎と妻科庁舎1・3号棟を老朽化のため解体[3]

## 庁舎

### 旧々庁舎

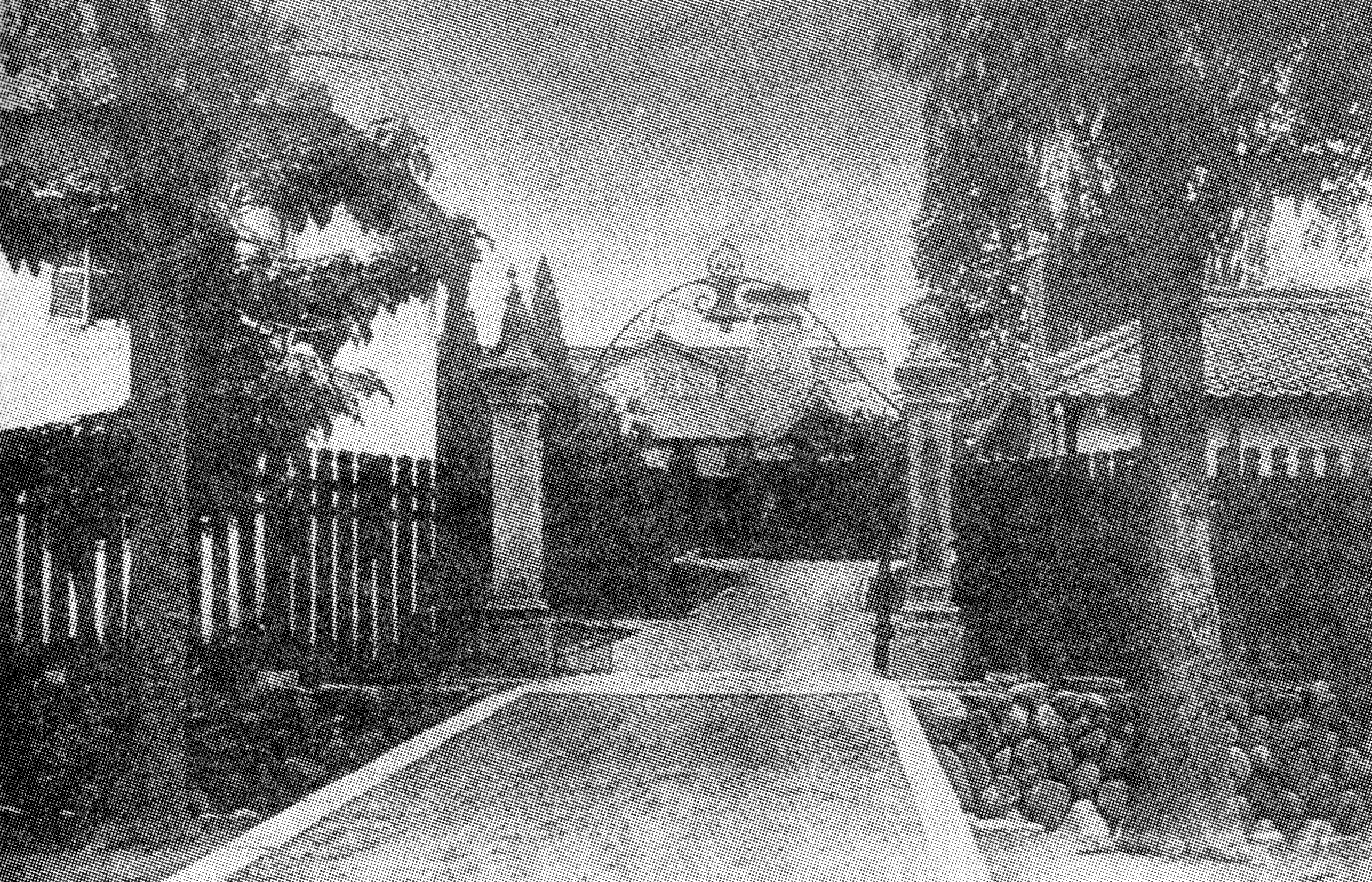
1874年竣工の長野県庁舎

現在の信州大学教育学部キャンパスの位置に、1874年（明治7年）に総工費9086円79銭5厘で建築されたが、1908年（明治41年）5月10日に全焼した。
焼け残った書籍庫が国の登録有形文化財に登録されている。

### 旧庁舎

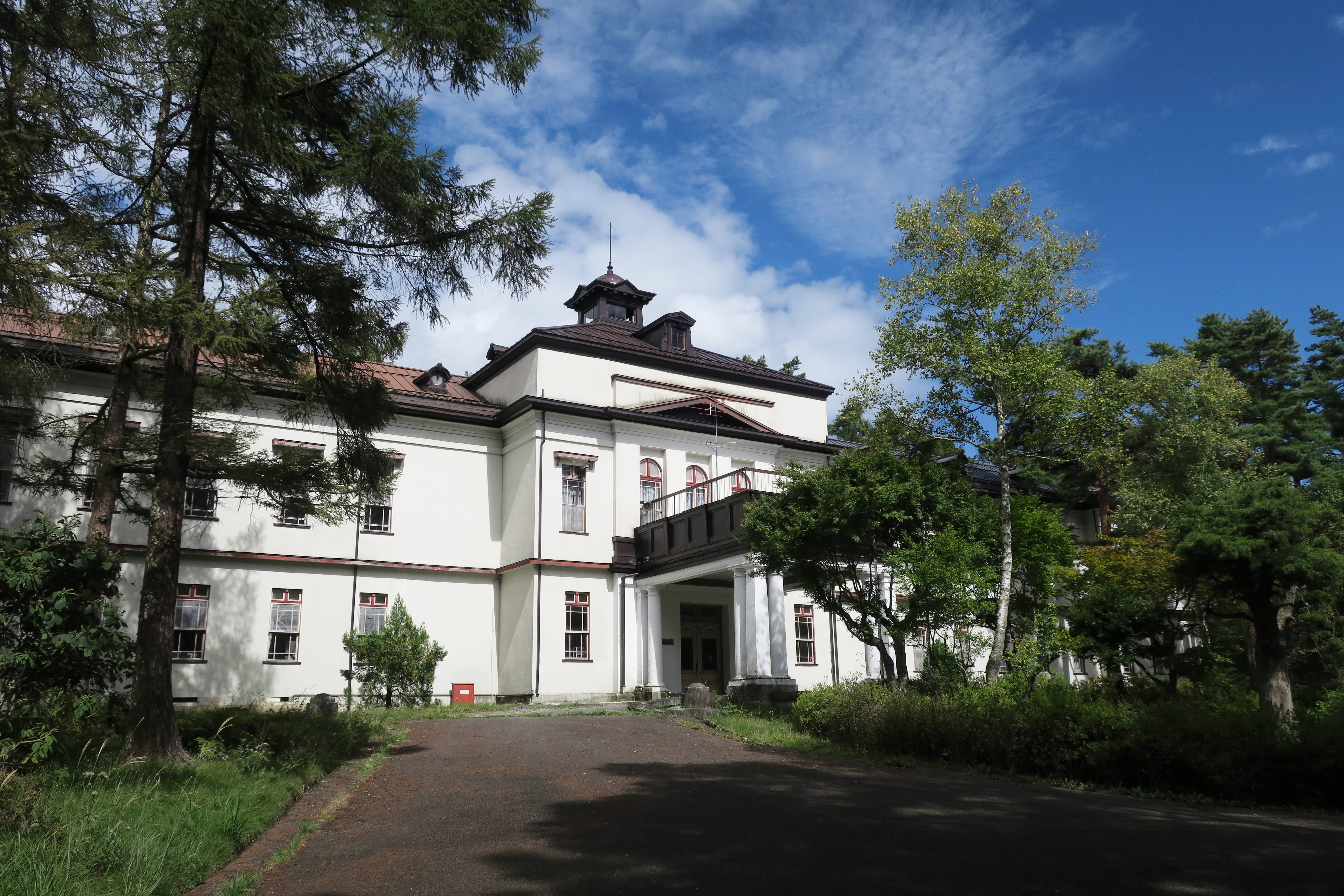

長野市城山に仮庁舎を置き、1909年（明治42年）に現在地に着工。1913年（大正2年）、総工費22万7700円で竣工。1948年（昭和23年）1月14日、庁舎別館から出火し、2211㎡を焼失。
建物の一部が飯綱高原に移築され、ホテルとして利用され、その後、長野県自治研修所飯綱庁舎となった。飯綱高原にある旧県自治研修所の建物については2023年（令和5年）に株式会社長野ホテル犀北館が優先交渉権を獲得、建物の部材活用や一部移築の構想がある。

### 現庁舎
本館棟、西庁舎、議会棟、議会増築棟からなる。
1963年（昭和38年）、庁舎の狭隘と老朽化のため、現在地に新築を決定。1965年（昭和40年）に着工、1967年（昭和42年）2月6日に総工費約18億円で竣工、同年2月20日に執務を開始した。地上10階、地下1階建てで、高さは46.5m。県庁・議事堂の建築総費用は26億6千万円だった。
かつては東庁舎、職員会館や妻科庁舎1・2・3号棟があり、妻科庁舎は本館棟からやや離れた場所に位置していた。

#### 本館棟
| 階      | 概要                                                                                           |
| ------- | ---------------------------------------------------------------------------------------------- |
| 10階    | 長野県警察本部・関東管区警察局長野県情報通信部                                                 |
| 9階     | 長野県警察本部・長野県公安委員会                                                               |
| 8階     | 教育委員会事務局、監査委員事務局、人事委員会事務局、労働委員会事務局、長野県職員労働組合       |
| 7階     | 企画振興部、県民文化部、建設部、長野県企業局、教育委員会事務局                                 |
| 6階     | 環境部、林務部、建設部                                                                         |
| 5階     | 産業労働部、農政部、教育委員会事務局、長野県警察本部                                           |
| 4階     | 総務部、県民文化部、健康福祉部、長野県立病院機構                                               |
| 3階     | 知事室、副知事室、企画振興部、総務部、選挙管理委員会室、第一〜第三応接室                       |
| 2階     | 企画振興部、総務部、観光部、文書収発室、包括外部監査室、長野県観光機構                         |
| 1階     | 県民文化部、観光部、会計局、県民ホール、長野県庁内郵便局、八十二銀行県庁内支店、長野県観光機構 |
| 地下1階 | 総務部、県庁生協売店、生協事務室                                                               |

#### 西庁舎
| 階  | 概要                                                           |
| --- | -------------------------------------------------------------- |
| 4階 | 長野県警察本部、診療所、404〜405号会議室                       |
| 3階 | 危機管理部、301〜304号会議室                                   |
| 2階 | 企画振興部、総務部、子ども支援センター相談室、201〜202号会議室 |
| 1階 | 総務部、県民文化部、入札室、108〜112号会議室                   |

#### 議会棟

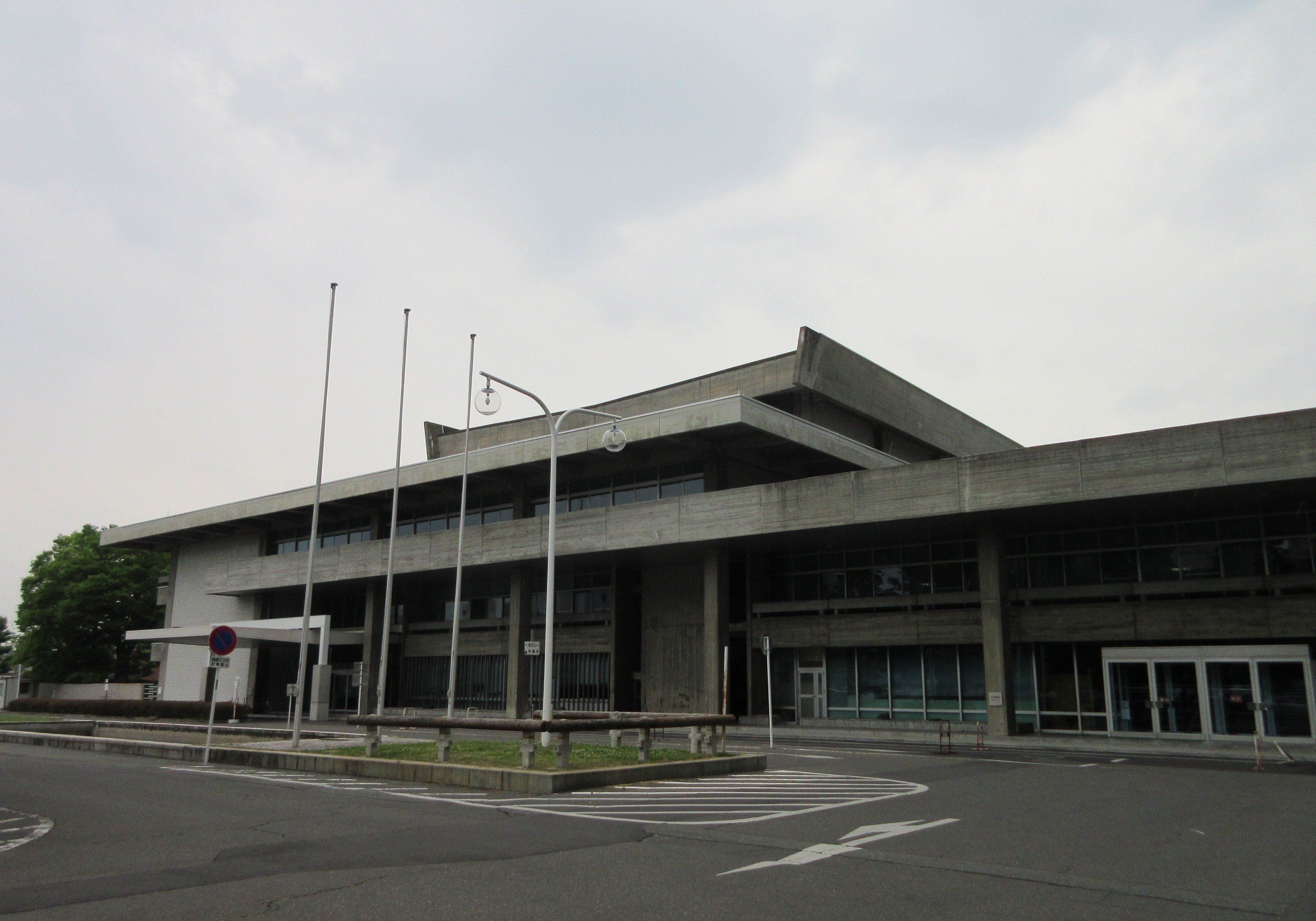
議会棟

| 階  | 概要                                                                              |
| --- | --------------------------------------------------------------------------------- |
| 5階 | 501〜502号会議室                                                                  |
| 4階 | 401〜405号会議室                                                                  |
| 3階 | 第1〜第7委員会室、第1〜2特別会議室、第2議員面会室、傍聴席、傍聴人控室、記者クラブ |
| 2階 | 議場、各党派議員控室、・第1議員面会室、理事者控室、議会事務局                     |
| 1階 | 議長室、副議長室、総務部、議会事務局、講堂、元・前議員控室、図書室                |

## 交通アクセス
- JR長野駅から徒歩約15分
- 上信越自動車道
  - 長野ICから車で約20分
  - 須坂長野東ICから車で約25分

## 支庁庁舎
- 長野県伊那合同庁舎
- 長野県安曇野庁舎